# Silent Hill
Silent Hill (サイレントヒル Sairento Hiru?) este o serie de jocuri video survival horror, creată de Team Silent și publicată de Konami. Cu excepția a doua jocuri (Silent Hill: 0rigins și Silent Hill 5), Team Silent s-a ocupat de crearea jocurilor. 
Akira Yamaoka s-a ocupat de crearea soundtrack-ului pentru toate jocurile din seria Silent Hill.
Până în 2013, seria de jocuri s-a vândut în peste 8,4 milioane de copii în întreaga lume.
Silent Hill este plasat în orașul omonim american fictiv. Serialul este puternic influențat de genul literar al groazei psihologice.

## Generalități
Jocurile se concentrează în jurul întunecatului Silent Hill și a personajelor ce ajung, dintr-un motiv sau altul, să cutreiere acest oraș. Adesea, orașelul se transformă radical, devenind mai întunecat, "ruginit", unde numeroase creaturi desfigurate se ascund în ceața deasă sau întuneric (Otherworld). 
Atmosfera din jocuri creează tensiune iar muzica din fundal accentuează senzația aceasta. Spre deosebire de jocurile de genul Resident Evil, Silent Hill folosește elemente psihologice pentru a speria jucătorul. Ceața deasă și locurile întunecoase dau senzația de claustrare și creează tensiune; jucătorul nu știe peste ce poate da sau când. 
Jucătorii se pot regăsi în personaje, grație felului în care au fost create - sunt oameni normali încercând să iasă dintr-o lume întunecată. 
Spre deosebire de alte jocuri, Silent Hill are numeroase deznodământuri. În funcție de ce decizii s-au luat în joc sau ce lucruri au fost duse la capăt, deznodământul poate fi cel mai bun (good ending) sau mai puțin bun pentru personaje.

## Silent Hill
Articolul principal: Silent Hill (joc video)

Silent Hill

Primul joc din serie a apărut în anul 1999 pentru Sony PlayStation. Acțiunea se concentrează în jurul lui Harry Mason și a încercărilor sale de a-și gasi fiica sa, Cheryl, rătăcită în orașul Silent Hill. Spre sfârșitul jocului, Harry află despre trecutul fiicei sale.

## Silent Hill 2

Silent Hill 2

Al doilea joc, uneori cunoscut și sub numele de Silent Hill 2.
A fost lansat în anul 2001 pentru PlayStation 2, Microsoft Xbox și pc. Protagonistul jocului este James Sunderland care primește o scrisoare de la soția lui decedată spunându-i ca îl așteaptă în Silent Hill. Jocul este unul dintre cele mai bune jocuri horror din cauza aspectelor psihologice. James este nevoit sa se lupte și cu demoni. Pe parcursul jocului James își da seama ca acei demoni sunt de fapt temerile lui.

## Silent Hill 3

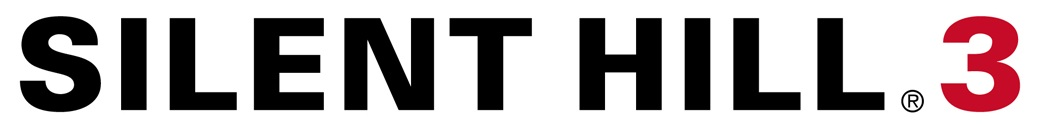
Silent Hill 3

Silent Hill 3 a apărut în 2003 pentru Sony PlayStation 2 și PC. Urmând evenimentele din primul joc Silent Hill, acțiunea se concentrează în jurul lui Heather, o adolescentă ce ajunge în oraș pentru a afla mai multe despre trecutul ei învăluit în mister.

## Silent Hill: The Room
Articolul principal: Silent Hill 4: The Room

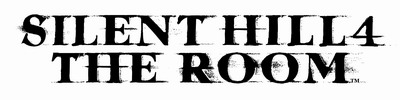
Silent Hill 4: The Room

Al patrulea joc din serie apărut în anul 2004 pentru Sony PlayStation 2, Microsoft Xbox și PC. Fiind legat cu evenimentele din Silent Hill 2, jocul își are acțiunea concentrată în jurul lui Henry Townshend, care descoperă că a fost încuiat în propriul apartament. Nefiind auzit de nimeni, nici măcar de către vecinii sai, Henry petrece 5 zile incercând să iasă din propriul apartament pană găsește o gaură misterioasă în peretele băii sale.

## Silent Hill: Origins
Primul joc din serie valabil numai pentru PSP (PlayStation Portable), Silent Hill: Origins îl are în centru pe Travis Grady, un șofer de camion tulburat psihic. Origins este primul joc din serie creat de Climax Studios.

## Silent Hill: Homecoming

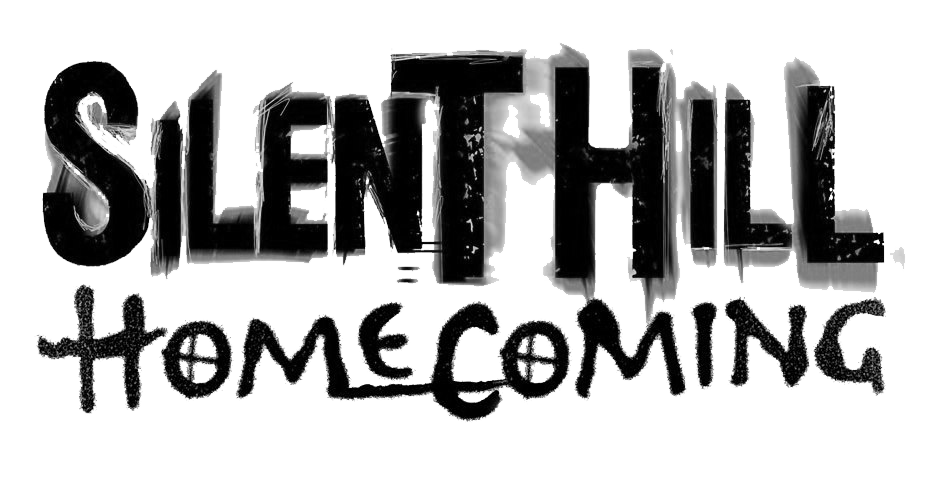
Silent Hill: Homecoming

Silent Hill: Homecoming, cunoscut și sub numele de Silent Hill 5, este valabil pentru Sony PlayStation 3 și Microsoft Xbox 360. Jocul este creat de compania The Collective de la Foundation 9 Entertainment. Protagonistul este Alex Shepherd, un soldat întors din război ce află că fratele sau, Joshua, a dispărut.

## Silent Hill: Shattered Memories
Silent Hill: Shattered Memories este o reimaginare a primului joc Silent Hill și singurul joc din serie valabil pe consola Wii.

#### Silent Hill: Downpour(2012)
Cea de-a opta parte a seriei îl urmărește pe Murphy Pendleton, un prizonier blocat în Silent Hill după ce vehiculul său de transport din închisoare s-a prăbușit. A fost anunțat în aprilie 2010  și dezvoltat de Vatra Games pentru PlayStation 3 și Xbox 360 pe 13 martie 2012.